# 白雪姫 (米)
白雪姫（しらゆきひめ）は、1990年（平成2年）に岐阜県農業総合研究センターで育成されたイネ（稲）の品種である。
良食味・耐病性・短稈を兼ね備えた品種を短期間で育成するため、葯培養によって育成された。

## 概要
「中部52号」を花粉親、「星の光」を種子親とする交配後、葯培養技術によって育成された。品種名は、飛騨・美濃の雪解け水で育てられ、炊飯米が白く輝く様子から名付けられた。
育成地である岐阜県における熟期は中生の早で、出穂期は「コシヒカリ」より4日遅く、「日本晴」より２～３日早い。
育成当初は主食用米として育成された。そのため、「コシヒカリ」より多収で、米が大粒であり、食味は「コシヒカリ」並みによいことが長所とされ、心白が発生することが欠点であると見られていた。しかし、その心白が出やすいという性質ゆえに、民間への普及後には酒米に向くとされるようになった。耐病性が強いため、減農薬栽培が可能である。